# ليا روزنتال
ليا روزنتال (بالإنجليزية: Leah Rosenthal)‏ هي ممرضة أسترالية، ولدت في 1879 في ملبورن في أستراليا، وتوفيت في 4 أكتوبر 1930.